# Taedium
Taedium (latin) betyder "tristess" eller "tråkigt" och anses vara ett tillstånd som en talare bör undvika att försätta sina åhörare i. Quintilianus var bland de första att använda begreppet i en retorisk kontext i sitt verk "Institutio Oratoria". Åhörarna i ett retoriskt sammanhang kan bli uttråkade av flera olika anledningar, som exempelvis att de är trötta, distraherade och/eller på grund av att ämnet som behandlas anses vara ointressant eller alltför vardagligt. Om åhörarna inte längre visar sig vara lyhöra eller engagerade under talet så kan detta vara ett tecken på att talaren tråkar ut publiken med sitt anförande. I "Institutio Oratoria" beskriver Quintilianus flera olika metoder som en talare kan använda sig av för att inte skapa tristess hos åhörarna och väcka uppmärksamheten pånytt. Dessa metoder har senare utvecklats vidare av senare retoriker.

## Teori
Det finns flera olika retoriska metoder som en avsändare (talare/skribent) kan använda för att undvika att tråka ut sina mottagare. En strategi är talaren rakt ut frågar åhörarna om de är villiga att rikta uppmärksamhet mot talaren och det personen tänkt säga. En annan är att talaren inledningsvis börjar anförandet med att berätta att denne ska hålla utläggningen kort och koncis. Om talaren vill påkalla uppmärksamhet för ett ämne som åhörarna inte anser är av direkt intresse, så kan det vara av nytta för talaren att återknyta ämnet till samtiden för att belysa vikten av sin utläggning. Ett annat sätt är att talaren förklarar att det som anförandet ska handla om inte har behandlats på liknande sätt innan, alltså att talaren menar sig ha en ny infallsvinkel på ämnet. Vidare så kan talaren påkalla uppmärksamhet och undvika tristess genom att förklara hur det behandlade ämnet påverkar eller återknyter direkt till åhörarna själva. Quintilianus menar att humor kan fungera som en metod för att talaren inte ska tråka ut en publik.
Trots att flera metoder kan användas krävs det en avvägning hos avsändaren för att språket inte ska låta onaturligt eller opassande för det retoriska sammanhanget. Att använda ett passande språk är ett ideal inom retoriken och det innebär att avsändaren förhåller sig till decorum.

## Översikt
Exempel på några retoriska metoder som kan användas om en avsändare vill undvika att tråka ut sina mottagare:
1. Stilfigurer. Exempelvis stilistiska figurer som allitteration, assonans, aforism, apostrof, prosopopoeia och kiasm.[1][6]
2. Troper. Exempelvis synekdoke, metafor, liknelse och allegori.[9][6]
3. Humor. Exempelvis antiklimax, ironi, katakres och litotes.[10][6]